# Andilly (Valle del Oise)
 Andilly  es una población y comuna francesa, en la región de Isla de Francia, departamento de Valle del Oise, en el distrito de Sarcelles y cantón de Soisy-sous-Montmorency.

## Demografía
| 1277 | 1519 | 1652 | 1589 | 2116 | 2013 |
| Para los censos de 1962 a 1999 la población legal corresponde a la población sin duplicidades (Fuente: INSEE [Consultar]) |      |      |      |      |      |